# Робін К. Портер
Робін К. Портер (англ. Robin C. Porter; нар. 28 березня 1933, Самміт округ Юніон, штат Нью-Джерсі, США) — американський дипломат і політик. Керівник передової групи з відкриття генконсульства США в Києві (1976—1978). Республіканець. Сенатор штату Род-Айленд (1992—1996).

## Загальні відомості
Народився 28 березня 1933 в місті Самміт округ Юніон, штат Нью-Джерсі. Батько Ральф Карлейль Портер молодший (1908 р.н.), який був ландшафтним архітектором і матір Елеонор Тодд Маршал Портер (1910—1997) були одружені з 1931 до 1955, а після розлучення створили нові сім'ї. Мачуха — дизайнер інтер'єрів Elizabeth Dyer Porter (1912—1999).
Робін Портер є випускником престижної школи Пінгрі Скул в Нью-Джерсі. Навчався в Університеті Вашингтона і Лі, у червні 1955 закінчив Ратґерський університет. Під час навчання в останньому був членом студентського братства Хі Псі.
Служив в U.S.N.R. (резерв флоту США) у Джексонвіллі (штат Флорида). У грудні 1955 під час служби мічман Ральф К. Портер III одружився з Синтією Ділворт Іглз (1935—2008).
Подальше життя Робін Портер присвятив дипломатичній службі. В 1961 році отримує статус FSO 8-го класу, в 1971 — FSO 3-го класу. Під час його роботи на дипломатичних посадах за кордоном Маніла (Філіппіни), Порт-о-Пренс (Гаїті), Гарміш-Партенкірхен (Німеччина), Москва, Київ (СРСР) його дружина Синтія займалась просвітницькою діяльністю: викладала в гаїтянсько-американському інституті, у вищій школі для незрячих на Філіппінах, вела курси англійської мови на освітньому телеканалі Маніли. У Москві вона вела семінари з сучасної американської літератури в державному університеті. У Києві Синтія допомагала у створенні першої консульської установи в Україні. Під час її останнього зарубіжного відрядження, вона працювала консультантом з освіти в бюро у справах сім'ї Держдепартаменту США. У перервах між відрядженнями за кордон сім'я жила у Бетесда (передмістя Вашингтона).
До 1976 Робін Портер працював у Посольстві США в СРСР: другий і перший секретар посольства.
Як 1-й секретар посольства у Москві брав активну участь у створенні історично першого американського консульства у Києві — з 1976 до 1978 очолював його, у 1978 новим керівником став Девід Гейвуд Шварц.
У 1980—1982 працював у Відні, Берні, Ліхтенштейні в Агентстві міжнародного розвитку.
Після розводу з Синтією вдруге одружився в 1984 на Марсью Гарріс (1940 р.н.), яка служить священиком Єпіскопальної церкви
Після повернення в США Робін Портер певний час працював в неприбутковій організації  Common Cause, після чого поринув у політичне життя штату Род-Айленд
У 1992—1996 — сенатор-республіканець штату Род-Айленд.
З 1996 — депутат ради міста Норт-Кінгстаун.
У 2004—2005 — президент Ротарі клубу міста Норт-Кінгстаун.
Проживає в містечку Вікфорд, яке входить до міста Норт-Кінгстаун у штаті Род-Айленд. Має 4 дітей: сини Крістофер Тодд, Вільям та Ральф Карлейль IV, донька Сара Ділворт. Крістофер Тодд Портер працює в Morgan Stanley.